# Két páfrány között – A film
A Két páfrány között – A film (eredeti cím: Between Two Ferns: The Movie) 2019-ben bemutatott amerikai filmvígjáték Zach Galifianakis főszereplésével. A film az azonos című websorozat spin-offja, 2019. szeptember 20-án jelent meg a Netflixen.

## Cselekmény
Zach Galifianakis „minden álma, hogy sztár legyen”. De amikor Will Ferrell felfedezte a Két páfrány között című köztévés műsorát, és feltöltötte a Funny Or Die weboldalra, Zach az emberek szemében nevetség tárgya lett. A stúdiójában történt incidens után Will Ferrell felajánlja neki, hogy ha befejezi a Két páfrány között hátralévő interjúit, akkor esélyt kap arra, hogy hálózati műsorvezető legyen.
Zach és stábja országjáró útra indul, hogy egy sor nagynevű hírességgel készítsenek interjút, és ezzel helyreállítsák a hírnevét.

## Szereplők
- Zach Galifianakis – önmaga
- Lauren Lapkus – Carol Hunch
- Ryan Gaul – Cameron „Cam” Campbell
- Jiavani Linayao – „Boom Boom” De Laurentis
- Edi Patterson – Shirl Clarts
- Rekha Shankar – Gaya
- Mary Scheer – Frannie Scheindlin
- Mary Holland – Gerri Plop
- Matt Besser – Mike Burcho
- Phil Hendrie – Bill Yum
- Paul Rust – Eugene Tennyson
- A. D. Miles – Michael
- Blake Clark – Earl Canderton
- Paul F. Tompkins – Burnt Millipede
- Demi Adejuyigbe – DJ Fwap
- Mandell Maughan – Nic Jeffries

### Önmagukat játszó színészek
- Awkwafina
- Chance the Rapper
- John Cho
- Benedict Cumberbatch
- Peter Dinklage
- Will Ferrell
- Gal Gadot
- Tiffany Haddish
- Jon Hamm
- Rashida Jones
- Brie Larson
- John Legend
- David Letterman
- Matthew McConaughey
- Keanu Reeves
- Paul Rudd
- Jason Schwartzman
- Adam Scott
- Hailee Steinfeld
- Michael Cera
- Chrissy Teigen
- Tessa Thompson
- Phoebe Bridgers
- Matt Berninger
- Walter Martin
- Bruce Willis

## Megjelenés
A film első előzetese 2019. szeptember 3-án jelent meg.
A film 2019. szeptember 20-án jelent meg a Netflixen.

## Háttér-infó
A film címe, „Két páfrány között” onnan ered, hogy a tévéstúdióban a műsorban a beszélgetőpartnerek mögött, a kép két szélén egy-egy páfrány van elhelyezve díszletként.

## Fordítás
- Ez a szócikk részben vagy egészben  a   Between Two Ferns: The Movie című angol Wikipédia-szócikk fordításán alapul.  Az eredeti cikk szerkesztőit annak laptörténete sorolja fel. Ez a jelzés csupán a megfogalmazás eredetét és a szerzői jogokat jelzi, nem szolgál a cikkben szereplő információk forrásmegjelöléseként.